# Bierton with Broughton
Bierton with Broughton var en civil parish i Storbritannien. Den ligger i grevskapet Buckinghamshire och riksdelen England, i den södra delen av landet, 60 km nordväst om huvudstaden London. Civil parish hade 2 178 invånare år 2011.
År 2020 delas Bierton with Broughton upp på tre separata civil parishes:
- Bierton
- Broughton Hamlet
- Kingsbrook